# Provincia di Leyte
Leyte è una provincia delle Filippine nella regione di Visayas Orientale. Occupa la parte centro-settentrionale dell'isola di Leyte e il suo capoluogo è Tacloban.

## Storia
Nell'ottobre del 1944, nel golfo di Leyte, ad est dell'isola e della provincia di Leyte, ebbe luogo la più grande battaglia navale della storia moderna, denominata appunto Battaglia del Golfo di Leyte. Lo scontro ebbe un peso notevole per le sorti della Seconda guerra mondiale decretando la vittoria della flotta statunitense su quella giapponese, giunta a questo appuntamento già piuttosto rimaneggiata.
La Provincia di Leyte Meridionale si è separata da quella di Leyte il 22 maggio 1959 per effetto del Republic Act No. 2227. Nel 1992 anche la sotto-provincia di Biliran è divenuta autonoma.
Nel novembre 2013 la regione di Visayas viene sconvolta dal tifone Yolanda che lascia dietro di sé più di diecimila morti in particolare nella provincia di Leyte: molte infrastrutture, fra cui l'aeroporto di Tacloban, vengono pesantemente danneggiate dalla furia della tempesta.

## Geografia fisica
La provincia di Leyte occupa la parte settentrionale e centrale dell'omonima isola. La parte restante, più meridionale e di minore ampiezza, costituisce la Provincia di Leyte Meridionale. L'isola fa parte dell'arcipelago delle Visayas ed è posta tra l'isola di Samar, separata dallo stretto di San Juanico, a nord-est, l'isola di Biliran a nord, e l'isola di Cebu ad ovest.
A sud-est tra l'isola di Leyte e quella di Samar si apre il golfo di Leyte, che dà sul Mare delle Filippine e quindi sull'Oceano Pacifico.
Il territorio è per lo più pianeggiante o collinare; solo al centro dell'isola si erge una catena montuosa.

## Geografia antropica

### Suddivisioni amministrative
Leyte comprende 2 città componenti, di cui una altamente urbanizzata (HUC) e 41 municipalità:

#### Città
- Ormoc (HUC)
- Tacloban

#### Municipalità
- Abuyog
- Alangalang
- Albuera
- Babatngon
- Barugo
- Bato
- Baybay
- Burauen
- Calubian
- Capoocan
- Carigara
- Dagami
- Dulag
- Hilongos
- Hindang

- Inopacan
- Isabel
- Jaro
- Javier
- Julita
- Kananga
- La Paz
- Leyte
- MacArthur
- Mahaplag
- Matag-ob
- Matalom
- Mayorga

- Merida
- Palo
- Palompon
- Pastrana
- San Isidro
- San Miguel
- Santa Fe
- Tabango
- Tabontabon
- Tanauan
- Tolosa
- Tunga
- Villaba

## Economia
L'agricoltura (riso, noci di cocco) e la pesca sono da sempre le voci principali dell'economia di Leyte, che punta a sviluppare nei prossimi anni anche i settori secondario e terziario, nonché il turismo.